# 5 Seconds of Summer

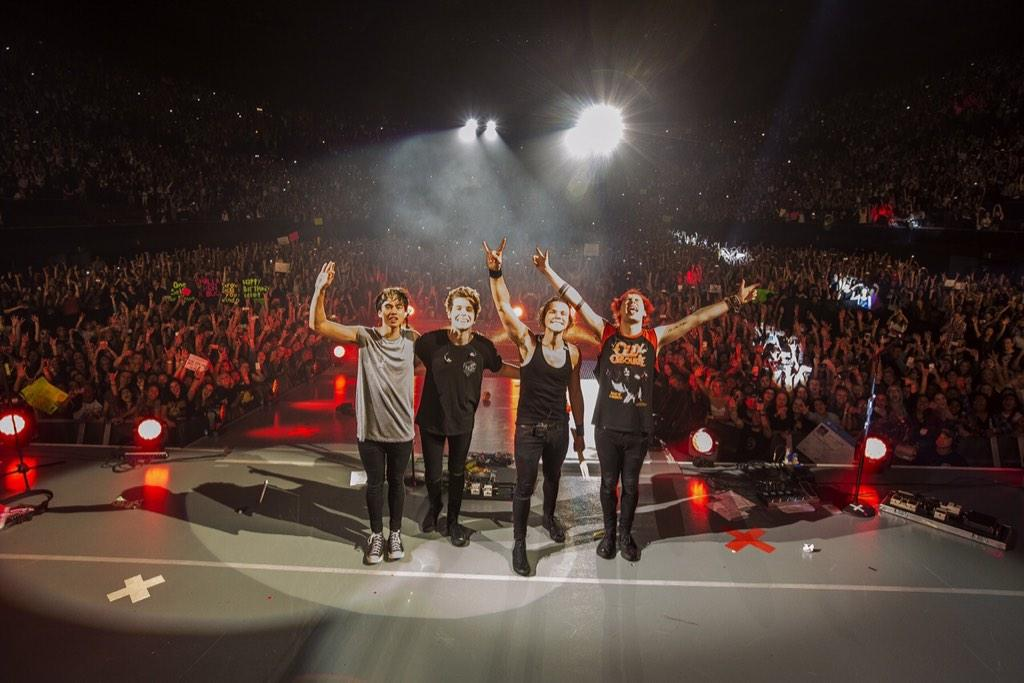
5 Seconds of Summer

5 Seconds of Summer, förkortat 5SOS, är ett australiskt band som bildades år 2011 i Sydney i Australien som består av Ashton Irwin, Calum Hood, Luke Hemmings och Michael Clifford. Medlemmarna är inspirerade av band som All Time Low, Blink-182 samt Green Day.

## Karriär
5 Seconds of Summer släppte sin debutlåt "Out of My Limit" i november 2012 exklusivt bara i hemlandet Australien och Nya Zeeland. Den 7 december 2012 släpptes bandets andra EP, Somewhere New.
De steg till internationell popularitet när de turnerade med One Direction på deras Take Me Home Tour 2013. 
I februari 2014 släppte de singeln "She Looks So Perfect", vilken toppade listorna i Australien, Nya Zeeland, Irland och Storbritannien. Bandet släppte senare under 2014 även EP:erna She Looks So Perfect, Don't Stop, Amnesia och  Good Girls. Deras självbetitlade debutalbum, 5 Seconds of Summer, släpptes den 27 juni 2014.
2015 påbörjade de sin första egna världsturné "Rock Out With Your Socks Out". Den 13 maj spelade de i Globen, Stockholm med förbandet Hey Violet.
17 juli 2015 släpptes deras första singel "She's kinda hot" från det nya albumet  "Sounds Good Feels Good" som fanns att förbeställa på iTunes, albumet släpptes 23 oktober 2015. Vid förbeställning fick man även med låten "Fly Away" som man kunde lyssna på direkt.
2016 gjorde de sin andra världsturné som heter "Sounds Live Feels Live" i Asien, Europa, USA och UK, samt Australien. En singel vid namn "Girls Talk Boys" kom även 15 juli 2016, en låt gjord för den nya installationen av "Ghostbusters" som hade biopremiär samma dag.
Bandet tog sedan en paus för att fokusera på sig själva och sitt låtskrivande. Under den här perioden spelade de ändå ett antal shower på olika festivaler och liknande sommaren 2017. Några av ställena de spelade på var Rock in Rio samt Grönan Live.
Den 22 februari 2018 släpptes singeln "Want you back" efter en lång tystnad. I samband släpptes även information om en mindre turné som skulle ske på våren i mindre lokaler. Turnén, som kallades 5sos III, kom till Sverige den 20 mars. Det intressanta med turnén var att bandet även spelade många låtar som senare skulle komma på det nya albumet. Dessa låtar var "Moving Along", "Talk Fast", "Valentine", "Lie To Me" och "Youngblood" som senare blev en egen singel 12 april.
Singeln "Youngblood" blev en stor succé och är den första låt 5sos har som nått top 10 på Billboard's hot 100 då den först hamnade på nummer 7 och sen nummer 1 där den stannade 5 veckor i rad. Den har blivit Shazamad över 6 miljoner gånger och toppade även andra topplistor som nummer ett i killarnas hemland Australien där den var kvar i åtta veckor.
Ett nytt album släpptes den 15 juni 2018, nästan tre år efter det senaste. Albumet var döpt "Youngblood" med 16 låtar på. Precis som deras två tidigare album blev "Youngblood" nummer ett på Billboard's 200 vilket gör 5sos till det enda bandet (ej sånggrupp) som har haft alla tre album på nummer ett. Samtidigt passerade de även Beyonces och Jay-Zs album Everything Is Love. Även albumet blev, precis som singeln, nummer ett i Australien.
Killarna åkte ut på en till världsturné år 2018 vid namn "Meet You There Tour" som startade i Japans Osaka 2 augusti. Turnén var 53 uppträdanden i Asien, Ocianien, Nord- och Sydamerika samt Europa varav de spelade på Fryshuset i Stockholm 10 november.
25 oktober släppte de en cover av Queens kända Killer Queen i samband med Bohemian Rhapsody: the movie. Singeln var väl godtagen av deras fans och en video gjord av Andy DeLuca visar vad som krävdes för att klara av de många, svåra harmonierna låten har.
21 december släpptes en alternativ version av bandets "Lie To Me" med Julia Michaels. Samma dag släpptes även livealbumet "Meet You There Tour Live" som spelades in under deras shower från världsturnén med samma namn.

## Historia
Bandet började spela i juni 2011 när Luke Hemmings, Michael Clifford och Calum Hood, som gick på samma skola, började ladda upp videos på sig själva när de sjöng covers på populära låtar tillsammans på Lukes kanal på Youtube. Deras cover av Chris Browns låt "Next to You" fick över 600 000 visningar. Efter ett tag kom de överens om namnet 5 seconds of summer (ett annat förslag på bandnamn var Bromance). Till bandets första spelning behövdes en trummis och då fick Ashton Irwin, vän till Michael, inbjudan att delta, och de spelade tillsammans. Efter spelningen blev Irwin tillfrågad om han ville gå med i bandet och svarade han ja.
Bandet fick intresse från flera stora skivbolag och har skrivit på för Sony ATV Music Publishing. Deras första EP, "Unplugged", nådde nummer 3 på iTunes topplista i Australien och topp 20 i både Nya Zeeland och Sverige.
Deras internationella popularitet ökade avsevärt när One Direcion medlemen Louis Tomlinson la upp en länk till en Youtube video med deras lå Gotta Get Out. (6 november 2012)
Den 5 februari 2014 lade bandet upp sin låt "She Looks So Perfect" på Itunes Store där man kunde förbeställa den. På två dagar hade den blivit nummer 1 på listorna i 39 länder, bland annat Argentina, Australien, Spanien, Brasilien, Storbritannien, Malaysia och Nya Zeeland.
Det australienska bandet startade ett skivbolag som bandets fans fick bestämma namn på genom twitter. Det vinnande namnet meddelades den 27 januari, det blev Hi or hey records. 
Hey violet var det första bandet att bli signerade till Hi or hey records den 25 mars 2015.

## Medlemmar
- Luke Robert Hemmings, född 16 juli 1996, spelar gitarr och sjunger.
- Michael Gordon Clifford, född 20 november 1995, spelar gitarr och sjunger.
- Calum Thomas Hood, född 25 januari 1996, spelar bas och sjunger.
- Ashton Fletcher Irwin, född 7 juli 1994, spelar trummor och sjunger.

## Diskografi

### Album
- 2014 - 5 Seconds Of Summer
- 2015 - Sounds Good Feels Good
- 2018 - Youngblood
- 2020 - CALM
- 2022 - 5SOS5

### Livealbum
- 2014 - LiveSOS
- 2018 - Meet You There Tour Live
- 2023 - The Feeling of Falling Upwards (Live from The Royal Albert Hall)

### EP
- 2012 - Unplugged
- 2012 - Somewhere New
- 2012 - Unpredictable
- 2014 - She Looks So Perfect
- 2014 - Don't Stop
- 2014 - Amnesia
- 2015 - She's Kinda Hot

### Singlar
- 2012 - Out Of My Limit
- 2012 - Gotta Get Out
- 2013 - Superhero
- 2013 - Too Late
- 2013 - Wherever You Are
- 2014 - She Looks So Perfect
- 2014 - Don't Stop
- 2014 - Rejects
- 2014 - Disconnected
- 2014 - I Don't Know
- 2014 - Wrapped Around Your Finger
- 2014 - Try Hard
- 2014 - Hearts Upon Our Sleeve
- 2014 - Teenage Dream (Katy Perry Cover)
- 2014 - Bad Dreams
- 2014 - Tomorrow Never Dies
- 2014 - Kiss Me, Kiss Me
- 2014 - Everything I Didn't Say
- 2014 - Close As Strangers
- 2014 - Amnesia
- 2014 - Good Girls
- 2014 - What I Like About You
- 2014 - Green Light
- 2014 - Mrs All American
- 2014 - Lost Boy
- 2015 - She's Kinda Hot
- 2015 - Fly Away
- 2015 - Jet Black Heart
- 2015 - Permanent Vacation
- 2016 - Girls Talk Boys
- 2018 - Want You Back
- 2018 - Youngblood
- 2018 - Lie To Me ft. Julia Michaels
- 2019 - Who do you love feat. The chainsmokers
- 2019 - Easier
- 2019 - Teeth
- 2020 - No Shame
- 2020 - Old Me
- 2021 - 2011